# Midéa
Midéa (Midea) är en ort i Grekland.   Den ligger i prefekturen Nomós Argolídos och regionen Peloponnesos, i den södra delen av landet, 80 km väster om huvudstaden Aten. Midéa ligger 115 meter över havet och antalet invånare är 356.
Terrängen runt Midéa är kuperad åt nordost, men åt sydväst är den platt. Runt Midéa är det ganska glesbefolkat, med 34 invånare per kvadratkilometer. Närmaste större samhälle är Argos, 10,2 km väster om Midéa. Trakten runt Midéa består i huvudsak av gräsmarker.